# Soichi Hashimoto
Soichi Hashimoto (橋本壮市?, Hashimoto Soichi; Shizuoka, 24 agosto 1991) è un judoka giapponese, vincitore di due medaglie olimpiche..
È noto per il suo stile dinamico di judo e per la sua solida tecnica a terra

## Palmares
| Evento                   | Data           | Località | Paese   | Categoria | Risultato |
| ------------------------ | -------------- | -------- | ------- | --------- | --------- |
| Olimpiadi di Parigi 2024 | 29 luglio 2024 | Parigi   | Francia | -73       | Bronzo    |